# 72K busz (Szeged)
A szegedi 72K jelzésű autóbusz a Mars tér (Szent Rókus tér) és a Marostő, Erdélyi tér között közlekedik december 24-én, a nappali járatok 16 órai leállása után. A járatot a Volánbusz üzemelteti. Egy-egy menet csak a Széchenyi tér (Kelemen utca) és a Torontál tér (P+R) között jár.

## Útvonala
| Marostő, Erdélyi tér felé | Mars tér (Szent Rókus tér) felé |
| --- | --- |
| Mars tér (Szent Rókus tér) vá. – Szent Rókus tér – Kossuth Lajos sugárút – Párizsi körút – Mars tér – Attila utca – Nagy Jenő utca – Széchenyi tér – Híd utca – Belvárosi híd – Torontál tér – Verdes utca – Csanádi utca – Temesvári körút – Fő fasor – Fülemüle utca – Hargitai utca – Erdélyi tér – Marostő, Erdélyi tér vá. | Marostő, Erdélyi tér vá. – Erdélyi tér – Hargitai utca – Fülemüle utca – Fő fasor – Temesvári körút – Csanádi utca – Verdes utca – Torontál tér – Belvárosi híd – Híd utca – Széchenyi tér – Károlyi utca – Mikszáth Kálmán utca – Mars tér – Szent Gellért utca – Szent Rókus tér – Mars tér (Szent Rókus tér) vá. |

## Megállóhelyei
| 0  | ∫ | Mars tér (Szent Rókus tér) végállomás                   | 23 | ∫ | 2K                   |
| 1  | ∫ | Mars tér (autóbusz-állomás) (↓) Mars tér (üzletsor) (↑) | 22 | ∫ | 73K                  |
| 2  | ∫ | Bartók tér                                              | ∫  | ∫ | 73K                  |
| ∫  | ∫ | Centrum Áruház (Mikszáth utca)                          | 21 | ∫ | 73K                  |
| 10 | 0 | Széchenyi tér (Kelemen utca) vonalközi végállomás       | 20 | 3 | 2K 19K 73K, 74K, 77K |
| 12 | 2 | Torontál tér (P+R) vonalközi végállomás                 | 13 | 0 |                      |
| 13 | ∫ | Csanádi utca                                            | 12 | ∫ |                      |
| 14 | ∫ | Sportcsarnok (Temesvári körút)                          | 11 | ∫ |                      |
| 15 | ∫ | Közép fasor                                             | 9  | ∫ |                      |
| 16 | ∫ | Újszeged, víztorony                                     | 8  | ∫ |                      |
| 17 | ∫ | Radnóti utca                                            | 6  | ∫ |                      |
| 18 | ∫ | Thököly utca                                            | ∫  | ∫ |                      |
| 19 | ∫ | Cinke utca                                              | 4  | ∫ |                      |
| 20 | ∫ | Pipiske utca                                            | 3  | ∫ |                      |
| 21 | ∫ | Hargitai utca                                           | 2  | ∫ |                      |
| 22 | ∫ | Pinty utca                                              | 1  | ∫ |                      |
| 23 | ∫ | Marostő, Erdélyi tér végállomás                         | 0  | ∫ |                      |